# Mulde-Lösshügelland
Das Mulde-Lösshügelland ist ein Naturraum im mittleren Sachsen. Die derzeit in der Landschaftsplanung des Landes maßgebliche Gliederung der Naturräume in Sachsen weist das Mulde-Lösshügelland im hierarchischen Rang einer Makrogeochore innerhalb der Naturregion Sächsisches Lössgefilde aus.

## Lage und Merkmale
In der oben genannten Gliederung wird dem Naturraum eine Fläche von 1363,15 km² zugewiesen. 1 Die Landschaft ist geprägt durch flachwellige bis hügelige Hochflächen, die nur ein geringes Relief aufweisen. Die Plateaugebiete liegen überwiegend auf 280 bis 380 m Höhe und haben im Rabensteiner Höhenzug mit dem Totenstein (483 m ü. NN) ihre höchste Erhebung. Sie werden getrennt durch 50 bis 80 m und teilweise sogar bis 120 m tiefe Kerbtäler, die durch die vom Erzgebirge herunterkommenden Flüsse eingeschnitten wurden. Insbesondere die Flüsse Zwickauer Mulde, Chemnitz, Zschopau, Striegis, Freiberger Mulde, Bobritzsch und Triebisch sind hier landschaftsprägend.
Die benachbarten Naturräume sind im (Süd-)Westen das Erzgebirgsbecken, im (Nord-)Westen das Ostthüringische Lösshügelland, im Norden das Mittelsächsische Lösshügelland und im Osten das Östliche Erzgebirgsvorland, die alle zum Sächsischen Lössgefilde gehören. Im Südosten grenzt es an das Osterzgebirge der Naturregion Sächsisches Bergland und Mittelgebirge.

## Unterteilung
Das Mulde-Lösshügellandes wird in neun Mesogeochoren unterteilt:
- Rochlitzer Muldeland  (150,53 km²)
- Mittweidaer Lössplateaus (363,73 km²)
- Zellwald-Mulde-Striegis-Plateaus (348,7 km²)
- Muldeland bei Freiberg (72,39 km²)
- Triebischtal (46,11 km²)
- Limbach-Oberfrohnaer Lösshügelland (132,23 km²)
- Rabensteiner Höhenzug (50,73 km²)
- Wilsdruffer Lössplateaus (72,23 km²)
- Waldenburg-Peniger Muldeland (126,52 km²)

Diese wiederum werden in insgesamt 97 Mikrogeochoren unterteilt (siehe Liste der naturräumlichen Einheiten in Sachsen).
Administrativ erstreckt sich der Naturraum Mulde-Lösshügelland vom Osten des Landkreises Zwickau und insbesondere über die nördliche Hälfte des Landkreises Mittelsachsen. Nur geringe Flächen liegen in den Landkreisen Meißen und Sächsische Schweiz-Osterzgebirge sowie in Dresden.

## Geologie
Den Untergrund bildet praktisch das gesamte Granulitgebirge sowie dessen Schiefermantel, die Hainichener Senke, große Teile des Frankenberger Zwischengebirges sowie das Nossen-Wilsdruffer Schiefergebirge. Das Gebiet wird geprägt durch eine 2–5 und stellenweise bis zu 10 m mächtige äolische Löss-Bedeckung. Festgesteine treten fast nur in den tiefer eingeschnittenen Tälern zutage. Bemerkenswert ist der Porphyr von Rochlitz.

## Vegetation und Landnutzung
Die Hochflächen werden überwiegend als Ackerland genutzt, wobei nach Süden der Grünlandanteil zunimmt. Die Flusstäler sind gewöhnlich von Wäldern bewachsen.